# Carl Leopold Weise
Carl Leopold Weise († 1. Oktober 1760 in Zwickau) war ein leitender sächsischer Beamter. Er war Kommissionsrat und bestallter Amtmann der Ämter Zwickau und Werdau.
Weise wird bereits 1736 als Kommissionsrat und Amtmann bezeichnet und blieb bis zu seinem Tod 1760 in diesem Amt. Nachfolger wurde sein Sohn Carl Heinrich Weise.